# Hypsiboas marianitae
Hypsiboas marianitae es una especie de anfibios de la familia Hylidae.
Habita en Bolivia y es rara en Argentina.
Sus hábitats naturales incluyen bosques tropicales o subtropicales secos, montanos secos, ríos, marismas de agua dulce y corrientes intermitentes de agua. Está amenazada de extinción por la destrucción de su hábitat natural.